# A Trap for Santa Claus
A Trap for Santa Claus (o A Trap for Santa) è un cortometraggio muto del 1909 diretto da David W. Griffith. Prodotto e distribuito dalla Biograph Company, il film uscì nelle sale il 20 dicembre 1909.

## Trama
I bambini, per vedere Babbo Natale, gli piazzano una trappola alla finestra, visto che la casa non è fornita di camino. Nella trappola cadrà il loro padre, che ha abbandonato la famiglia ma che ora torna, dopo aver saputo che la moglie è l'erede di un ricco patrimonio.

## Produzione
Il film fu prodotto dalla Biograph Company e venne girato a Fort Lee nel New Jersey.

## Distribuzione
Distribuito dalla General Film Company, il film - un cortometraggio in una bobina - uscì nelle sale cinematografiche statunitensi il 20 dicembre 1909.
Copie della pellicola sono conservate negli archivi della Library of Congress e al Worldview Entertainment (Paul Killiam collection). Il 20 novembre 2001, è stato distribuito negli USA dalla Kino International in un DVD dedicato a film natalizi, dal titolo A Christmas Past - (1901-1925), 121 minuti per nove film muti.